# Runstensskolan

Runstensskolan är en grundskola i Handen i Haninge kommun, med undervisning från förskoleklass till och med klass 6.
Runstensskolan ligger vid Runstensvägen omedelbart norr om Handens Centrum. Runstensvägen har fått sitt namn efter runstenen Södermanlands runinskrifter 269, vilken idag står framför fasaden till Haninge kulturhus vid Poseidons torg 8, till vilken plats den omkring 2008 flyttades från dungen ett hundratal meter öster därom. Ursprungligen, före 1970, stod runstenen på Söderbymalm.
Det första skolhuset för det som då kallades "Handens skola", som byggdes 1923, brann ned 1933. Ett andra skolhus, "röda skolan", hade då uppförts redan ett år tidigare. Det tredje skolhuset, "gula skolan", uppfördes 1934 på grunden till det brunna ursprungliga skolhuset. 
"Röda skolan" brann ned 1946, men "Gula skolan" står kvar idag.
Runstensskolans stora skolhus byggdes i två etapper. De två flyglarna blev klara 1951 och mellandelen 1958. En av flyglarna står på den tidigare "röda skolans" plats.
På Runstensskolan finns Lennart Anderssons konstverk Kadabra, två portaler och fyra små lusthus, hugget och bemålat trä, från 2000.